# ایستگاه متروی شهید آوینی

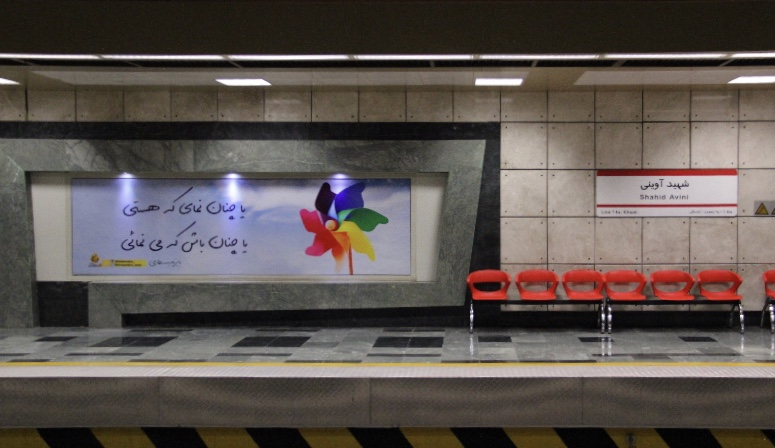

ایستگاه شهید آوینی هفتمین ایستگاه خط ۱ متروی شیراز است که این ایستگاه با مساحت ۵۰۹۷ مترمربع و عمق ایستگاه ۱۵/۲۸ متر و از نوع عمیق (۲طبقه)، سکو طرفین دارای ۳ دروازه ورودی، خروجی و ۱ دروازه خروج اضطراری است.
این ایستگاه در بلوار شهید آوینی، { در نزدیکی عفیف آباد} واقع شده است و از نظر مکانی به دلیل همسایه بودن با سازمان قطار شهری شیراز و حومه جز یکی از ایستگاه‌های مهم این خط محسوب می‌شود. و در نهایت این ایستگاه در شهریور سال ۱۳۹۵ با حضور استاندار فارس، فرماندار شیراز، شهردار شیراز، ریاست و اعضای شورای اسلامی شهر شیراز و جمعی از مقامات ارشد استان به مناسبت هفته دولت به بهره‌برداری رسید.

## مسیرهای ایستگاه
- بلوار شهید آوینی
- خیابان خبرنگار{ ساحلی شیراز}
- پل ده بزرگی

## محله‌های ایستگاه
- قصردشت
- ولیعصر
- عفیف آباد
- ملاصدرا
- دبیرستان شهید دستغیب
- سازمان قطار شهری شیراز
- بیمارستان خلیلی